# Retour à Freud
Le « retour à Freud » est, dans l'histoire de la psychanalyse, un courant de pensée développé en France dans les années 1950 prescrivant un retour aux textes de Sigmund Freud. Il est associé principalement  au nom de Jacques Lacan. Le moment fondateur du retour à Freud en France, auquel appelle Jacques Lacan, se situe dans le « Rapport du congrès de Rome » des 26 et 27 septembre 1953, aussi appelé le « Discours de Rome » de ce dernier. 

## Le contexte historique
C'est après la guerre que prend place le « retour à Freud » de Lacan par lequel celui-ci va faire jouer à la France un rôle prépondérant dans l'histoire de la psychanalyse et celle de la psychanalyse en France.

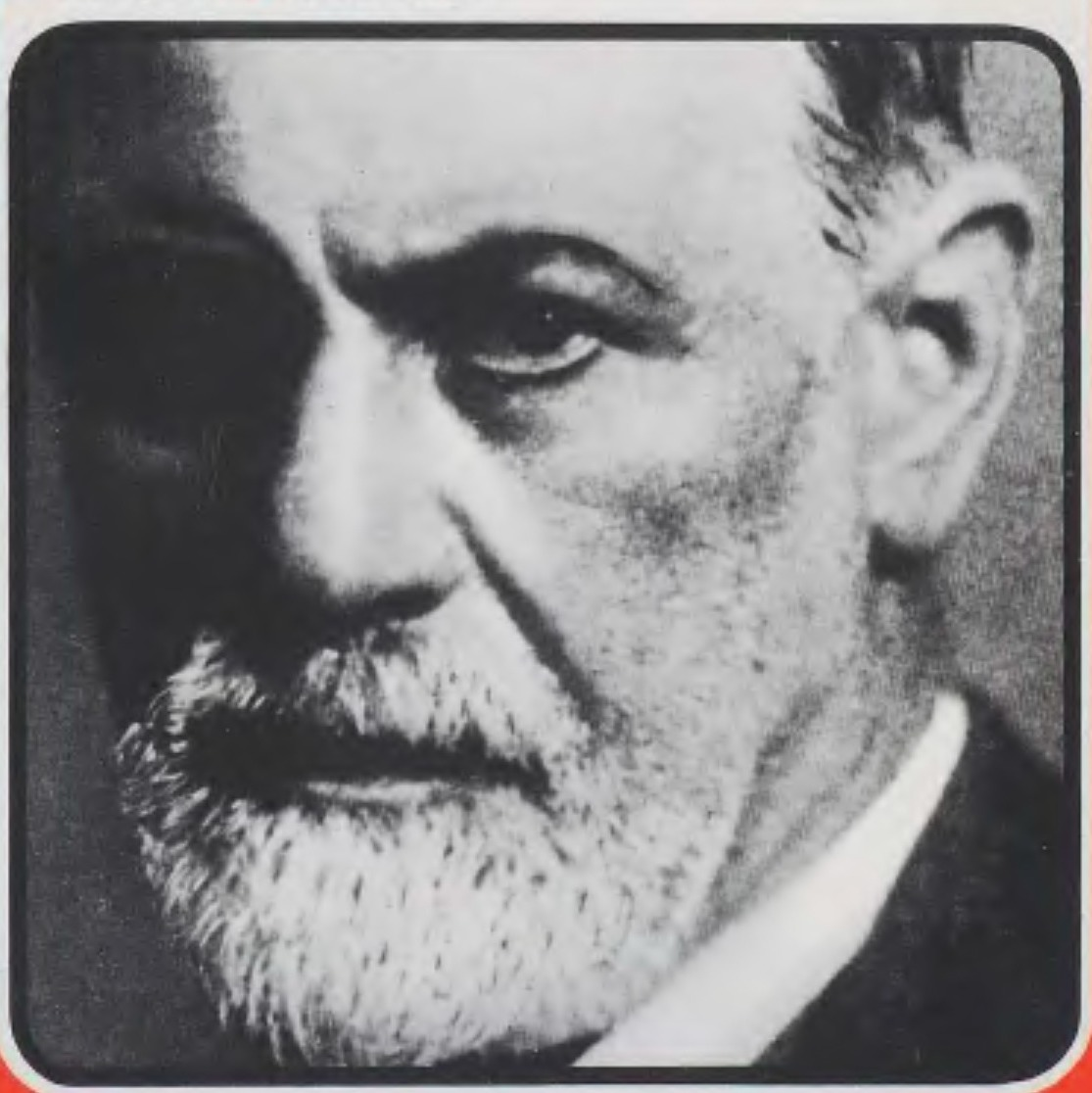
Freud

Selon Joël Dor, l'enseignement de Jacques Lacan débute sur ce mot d'ordre du retour à Freud. Le moment fondateur du retour à Freud en France se situe dans le « Rapport du congrès de Rome » des 26 et 27 septembre 1953, aussi appelé le « Discours de Rome », où Lacan engage la communauté psychanalytique à se fonder précisément sur le texte freudien plutôt que sur ce qui a pu être désigné comme l’orthodoxie de l'Association psychanalytique internationale. Dor rappelle « l'incidence inaugurale » que représente « le “Discours de Rome” (26/27-9-1953) qui prend toute sa portée à la faveur de la première scission du mouvement psychanalytique français en 1953 ». 
Lacan écrit dans Fonction et champ de la parole et du langage en psychanalyse  que « La lecture de Freud est préférable à celle de M. Fenichel » .

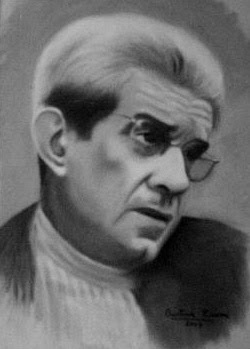
À ce jour, nous sommes incapables d’évaluer réellement ce que le « retour à Freud » prôné par Jacques Lacan a apporté, écrira Jacques Sédat en 1981.

L'expression « le retour à Freud » va également donner « son titre à un écrit décisif qui prend une portée de manifeste, La Chose freudienne ou le sens du retour à Freud en psychanalyse  » (1955) où Lacan dit que « le sens du retour à Freud c'est un retour au sens de Freud ». 
Élisabeth Roudinesco observe cependant que le « retour à Freud » qui se concentre autour de la personnalité de Jacques Lacan peut donner lieu à une situation de « roman familial » : « La troisième et la quatrième génération des disciples du maître », affirmeront « que leur doctrine ne doit rien à la France de l'entre-deux-guerres ». Ils « feront débuter l'histoire française de la psychanalyse aux années d'après guerre, c'est-à-dire à cette époque bénie où ils furent eux-mêmes les analysants d'un monarque adoré ». Le contexte intellectuel est prégnant. Sans renier « son passé surréaliste », explique l'historienne, Lacan « n'y fait plus référence » (il y reviendra, dit-elle, en 1966). En 1953, « Lacan se veut le porte-parole d'une lecture de Freud fondée sur Hegel (toujours) mais aussi sur Heidegger, Saussure et l'anthropologie ».

## Une étape dans l'œuvre de Lacan
Le « rapport de Rome », auquel se rattache le « retour à Freud », marque une deuxième étape de l'œuvre de Lacan (après le « stade du miroir »). Jusqu'en 1953, Lacan, qui lit les textes de Freud de manière non systématique, « se détache de lui en dégageant le Moi du système perception-conscience pour le constituer comme imaginaire avec le stade du miroir ». Tandis que la conférence sur « le Symbolique, l'Imaginaire et le Réel » indiquait l'influence de Claude Lévi-Strauss, le rapport de Rome, avec « l'opposition langage-parole et l'écoute d'une parole anhistorique qui dépasse le sujet », rejoint les conceptions de Heidegger. À l'automne 1953, le séminaire public de Lacan à l'hôpital Sainte-Anne porte « sur une réévaluation de l'œuvre de Freud », dont beaucoup de textes ne sont pas encore accessibles en français. Le 18 novembre 1953, Lacan dit, en ouvrant son séminaire, que l'enseignement de Freud « est un refus de tout système [...] » : « la pensée de Freud est la plus perpétuellement ouverte à la révision ». Il commence par les « Écrits techniques » et aborde la question de la résistance en l'attribuant à l'« organisation du moi », alors que, commente Sédat, « pour Freud, la résistance porte sur la remémoration ».

## Sur le «retour à Freud»

### Retour au texte freudien
Il y a Lacan, mais il n'y a pas que Lacan, explique Jean Laplanche dans  Cent ans après: 

« La psychanalyse française a été marquée par un retour à la textualité, dans ce qu'elle a de plus noble. Lacan y est pour beaucoup, mais ne fut pas le seul à s'attacher au texte ; cela se serait peut-être même produit sans Lacan, parce qu'il y avait d'autres personnes qui étaient proches du texte : je pense à quelqu'un comme Hyppolite pour Hegel. Il n'empêche que l'attention portée au texte freudien, personne ne l'avait parmi les psychanalystes. Ni les Anglais ou très peu — encore que Strachey fût un bon traducteur mais il était pris lui-même dans une bureaucratie, voire une autocratie de l'I.P.A. naissante. Ni les Allemands qui, quand ils lisent Freud, sont comme aveugles à sa conceptualité. Parce que Freud est devenu un auteur de gare. [...] Or, Freud n'est pas un auteur de gare. »

— J. Laplanche, dans Cent ans après, p. 187.

### Sens du «retour à Freud» de Lacan?
Dans son livre Retour à Lacan ?, Jacques Sédat considère que « Jacques Lacan a focalisé notre attention sur des textes différents ou des aspects divers de la pensée de Freud, jusqu’à un progressif effacement de la référence freudienne qu’il importe aussi d’interroger ».
Dans La Chose freudienne ou sens du retour à Freud en psychanalyse, Lacan écrit : « le sens du retour à Freud c’est un retour au sens de Freud », ce qui suppose, commente Paul-Laurent Assoun,  un transfert personnel sur la découverte freudienne . Selon lui, Lacan semble dire « Libre à vous d’être lacaniens, si ça vous chante, [...] pour ce qui me concerne, je suis freudien ». Le retour à Freud érigé en impératif d'« être-lacanien » est à apprécier dans une posthistoire de la pensée de Freud dans laquelle se trouverait la logique suivante : « si au moins un – nommé Lacan – s’efforce à être – rigoureusement – freudien, (tous) les autres peuvent, doivent être lacaniens ». Assoun interroge : « Comment alors faire rimer cette affirmation avec cette autre, non moins péremptoire, dans la bouche de Lacan : “Freud n’était pas lacanien” » (Séminaire XXII, 13 janvier 1975) ?
D'après Patrick Guyomard, Lacan identifie le discours de Freud à l'objet qu'il a lui-même produit, l'inconscient. Et Lacan identifiera son propre discours à la vérité. Ainsi, « au Lacan freudien succède le Lacan lacanien ; au Freud lacanien, sans qu'il le sache, succède un Lacan fondateur d'un Freud qui, “incompris, fût-ce de lui-même”, a imposé un savoir nouveau, le savoir inconscient, dont personne avant lui n'avait l'idée et “dont personne après lui, écrira Lacan, ne l'a encore, sauf à en tenir de moi par quel bout le prendre”. L'inconscient ne sera plus de Freud, “mais de Lacan” ».

#### Textes de référence
- Jacques Lacan,
  - « Fonction et champ de la parole et du langage en psychanalyse » — Rapport du congrès de Rome tenu à l'istituto di psicologia della università di Roma les 26 et 27 septembre 1953, dans Écrits, Paris, Seuil, 1966,  (ISBN 2 02 002752 6)
  - « La Chose freudienne ou le sens du retour à Freud en psychanalyse » (1955), dans Écrits, 1966.

#### Sur le «retour à Freud»
- Paul-Laurent Assoun, « Introduction — Jacques Lacan ou le “retour à Freud” », « La “pensée-Lacan” et ses enjeux », dans Lacan, « Que sais-je? » No 3660, Paris, PUF, 2003, p. 3-16, 116-124  (ISBN 2130533159) [lire en ligne]
- Gilbert Diatkine, « Quarante ans de retour à Freud », dans Lacan, Paris, PUF Collection: « Psychanalystes d'aujourd'hui », 1997, p. 113-114  (ISBN 213048574X)
- Joël Dor, Introduction à la lecture de Lacan - I. L'inconscient structuré comme un langage, Paris, Denoël / L'Espace Analytique, 1985,  (ISBN 2-207-23102-X)  B 23012-8 : L'introduction, p. 9-22, s'intitule « Le retour à Freud ».
- Cent ans après, entretiens de Patrick Froté avec Jean-Luc Donnet, André Green, Jean Laplanche, Jean-Claude Lavie, Joyce McDougall, Michel de M'Uzan, J.-B. Pontalis, Jean-Paul Valabrega, Daniel Widlöcher, Paris, Gallimard, 1998,  (ISBN 2-07-075382-4)
- Patrick Guyomard, « Jacques Lacan (1901-1981). Le retour à Freud », sur www.universalis (consulté le 20 février 2022)
- Philippe Julien, Pour lire Jacques Lacan - Le retour à Freud [1re éd. aux éditions Érès à Toulouse, 1985], Nouvelle édition sous le titre Le retour à Freud de Jacques Lacan. L'application au miroir, aux éditions E.P.E.L., 1990, Points Essais, no 304,  (ISBN 2-02-022864-5)
- Jean Laplanche et J.-B. Pontalis, « Post-scriptum (1985) », dans Fantasme originaire — Fantasmes des origines — Origines du fantasme (1964), Paris, Textes du XXe siècle / Hachette, 1985, p. 7-10.
- Alain de Mijolla,
  - La France et Freud T.1 1946-1953, PUF, 2012,  (ISBN 978-2-13-058295-3)
  - La France et Freud T.2 1954-1964, PUF, 2012,  (ISBN 978-2-13-060787-8)
  - « France » (article), dans Dictionnaire international de la psychanalyse (dir. A. de Mijolla): vol. 1 A:L., Éd.: Fayard/Pluriel; édition revue et augmentée, 2013, Coll.: Grand Pluriel,  (ISBN 2818503396)
- Élisabeth Roudinesco,
  - Jacques Lacan, Fayard, 1993
  - Histoire de la psychanalyse en France. 2  1925-1985, Fayard, 1994
- Jacques Sédat,
  - (dir.), Retour à Lacan ?, textes de Michelle Bouraux-Hartemann, Alice Cherki, Monique David-Ménard, Patrick Delaroche... [etc.], Paris, Fayard, programme ReLIRE : « L'analyse au singulier », 1981; Jacques Sédat, « Introduction - Retour à Lacan », dans Jacques Sédat (dir.), Retour à Lacan ?, Paris, Fayard, 1981 (lire en ligne), p. 7-18 ; « L’État maniaque de la théorie [0] », dans : Jacques Sédat (éd.), Retour à Lacan ?, Paris, Fayard (programme ReLIRE), collection : « L'analyse au singulier », 1981, p. 243-265. DOI : 10.3917/fayar.sedat.1981.01.0243, [lire en ligne].
  - Comprendre Freud, Paris, Armand Colin, 2007-2008,  (ISBN 978-2-200-35535-7)
  - « Lacan, Jacques-Marie Émile » (article), dans Dictionnaire international de la psychanalyse (dir. A. de Mijolla): vol. 1 A:L., Fayard/Pluriel; édition revue et augmentée, 2013, Coll.: Grand Pluriel,  (ISBN 2818503396)
- Markos Zafiropoulos (d) , Lacan et Lévi-Strauss ou Le Retour à Freud 1951-1957, Paris, PUF, 2003.